# Bad Johnson
Johnson il cattivo (Bad Johnson) è un film del 2014 diretto da Huck Botko.

## Trama
Rich è un drogato di sesso che rovina ogni relazione attraverso l'infedeltà. Vorrebbe che il suo pene lo lasciasse da solo. Si sveglia un giorno, scoprendo che il suo pene ha assunto le sembianze di un uomo.